# Oliarus alastor
Oliarus alastor är en insektsart som beskrevs av Ronald Gordon Fennah 1968. Oliarus alastor ingår i släktet Oliarus och familjen kilstritar. Inga underarter finns listade i Catalogue of Life.